# Nabak kimchi
El nabak kimchi es un kimchi caldoso, parecido al dongchimi, en la cocina coreana. Se hace con daikon y calabaza china (en coreano baechu, 배추) cortados finamente en forma rectangular como ingredientes principales, añadiéndoles diversas verduras y especias, como pepino, cebolla, apio oriental (minari, 미나리), ajo, jengibre, chile rojo, pimiento chile molido, azúcar, sal y agua.
El nabak gimchi tiene un aspecto parecido al dongchimi pero se suele tomar en primavera y verano, mientras el dongchimi se toma habitualmente en invierno. Además, el pimiento chile molido añadido le da un color rosáceo, a diferencia del dongchimi, que es blanco.
El término nabak procede de nabaknabak (hangul 나박바박), que es un adverbio en coreano y significa ‘aplanar’ o ‘cortar fino’.